# Parafia Matki Bożej Częstochowskiej w Poznaniu
Parafia pw. Matki Bożej Częstochowskiej w Poznaniu – parafia rzymskokatolicka znajdująca się w archidiecezji poznańskiej w dekanacie Poznań-Piątkowo. 
Erygowana w 1935. Mieści się przy ulicy Naramowickiej.

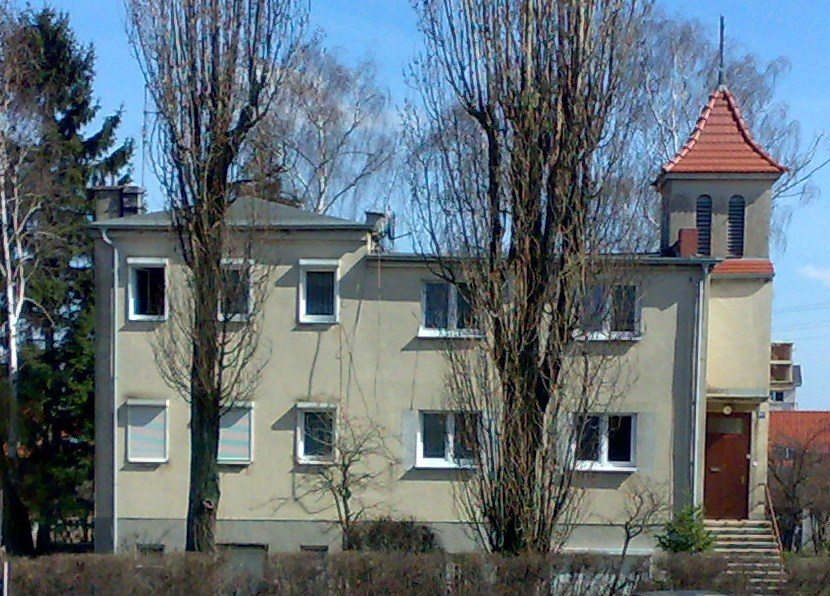
Pierwotna kaplica z okresu międzywojennego (rozbudowana po II wojnie)
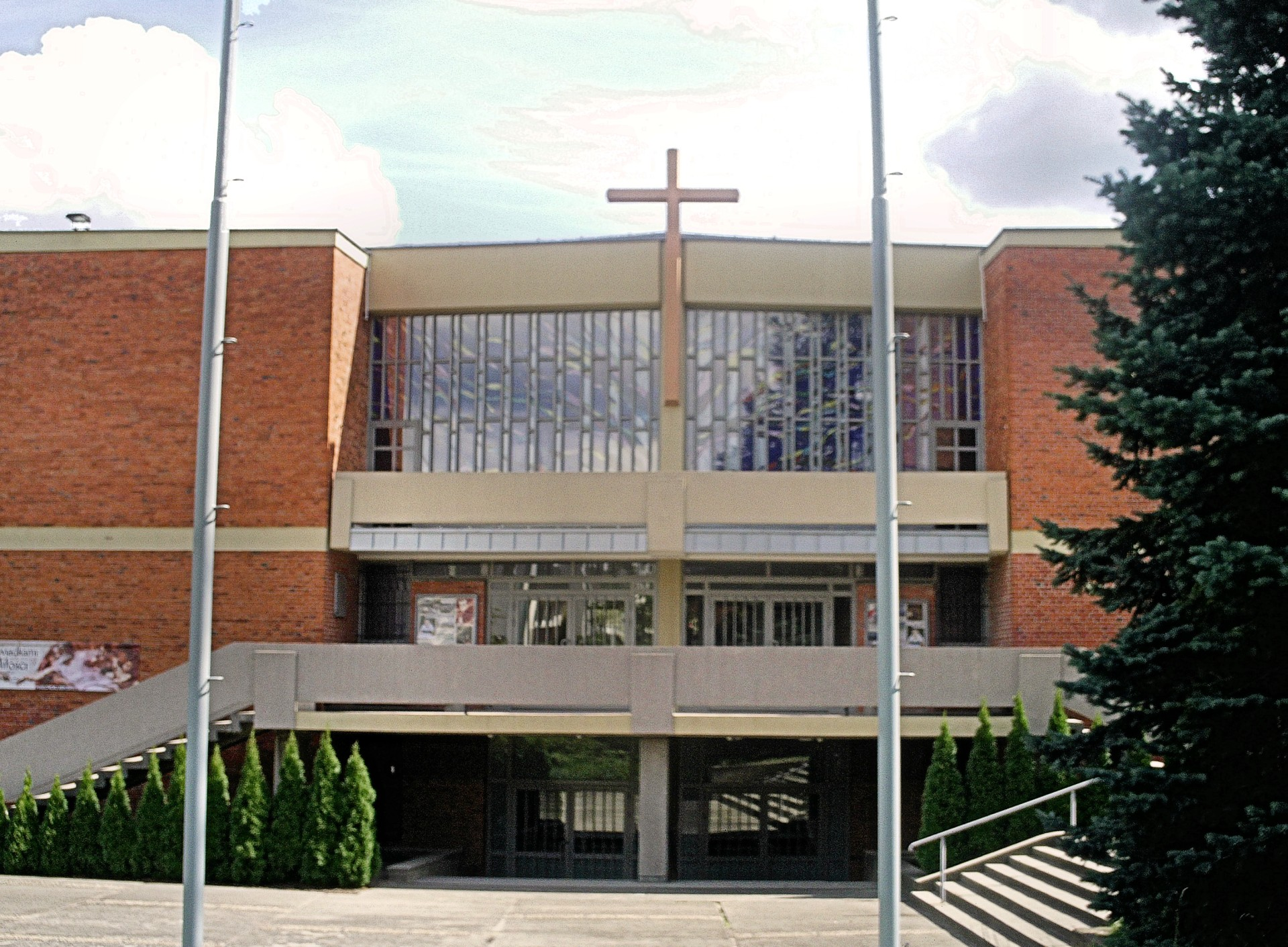
Fasada kościoła (widok od ul. Naramowickiej)
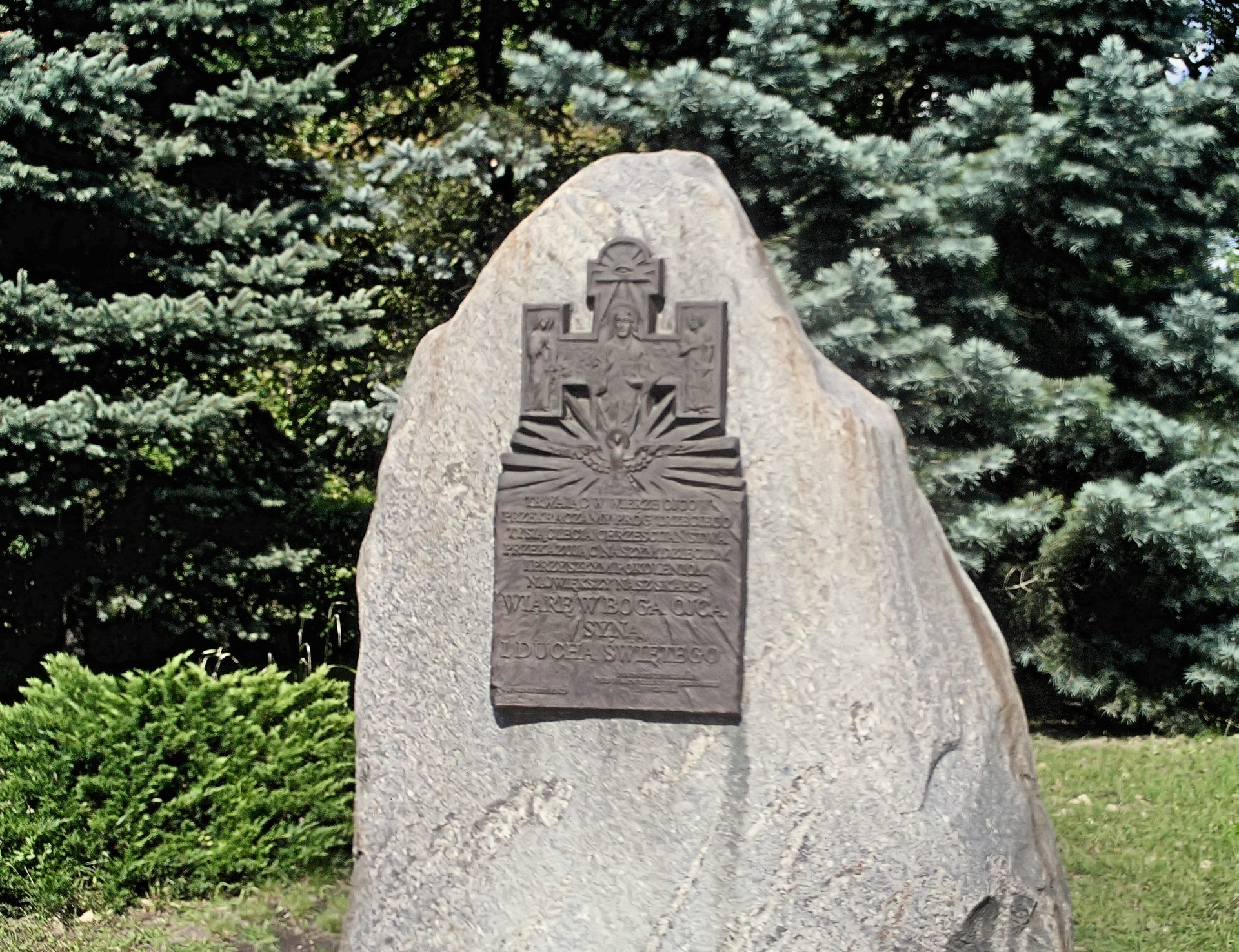
Tablica przy kościele